# Desa Sendang (administrativ by i Indonesien, Jawa Tengah, lat -6,92, long 111,13)
Desa Sendang är en administrativ by i Indonesien.   Den ligger i provinsen Jawa Tengah, i den västra delen av landet, 500 km öster om huvudstaden Jakarta.